# MDMA
De chemische stofnaam MDMA staat voor 3,4-methyleendioxymethamfetamine, een organische verbinding met als brutoformule C11H15NO2. MDMA en de verwante stoffen MDA, MMDA en MDEA zijn semisynthetische verbindingen die geclassificeerd worden als psychostimulantia en hallucinogenen. MDMA is een van de meestgebruikte synthetische drugs met name in de subcultuur van elektronische muziek (met name techno, trance, house en hardcore), maar het werd vroeger ook gebruikt bij psychotherapie. Gebruikers van MDMA ervaren geen lichamelijke verslaving en de psychisch verslavende werking is minder dan cocaïne of methamfetamine.
Ecstasy, xtc of X is de straatnaam voor pillen of poeders die onder meer de stof MDMA bevatten. Deze tabletten bevatten soms ook andere stoffen dan MDMA, bijvoorbeeld mCPP en PMMA. De stof MDMA staat sinds 1988 op Lijst 1 (harddrugs) van de Nederlandse Opiumwet. MDMA wordt in de scheikundig puurst mogelijke vorm verkocht in de vorm van zandkleurige kristallen. De Amerikaanse straatnaam voor MDMA (kristal) is molly.
MDMA werd ontdekt en gepatenteerd door Merck in 1912 en in 1967 herontdekt door Alexander Shulgin, een scheikundige van University of California - Berkeley, die veel met het middel experimenteerde en gelijksoortige amfetaminen ontwikkelde. Begin jaren 1990 vond de Belg Danny Leclère een methode om zuivere XTC op grootschalige manier te produceren en te distribueren.

## Naam
MDMA staat ook bekend als "Adam" (vooral onder psychotherapeuten die de stof in de jaren 70 en 80 in hun praktijk toepasten). MDMA wekt met name gevoelens van empathie op en niet zozeer extase. Volgens Bruce Eisner in "Ecstasy, The MDMA Story" heeft de man die de naam ecstasy heeft bedacht hem verteld dat hij die naam had gekozen omdat "het beter zou verkopen dan Empathy."
De populaire benamingen voor MDMA zijn "M" en "Molly". Ecstacy wordt meestal afgekort tot "XTC" of "X".

## Gebruiksvormen
MDMA wordt vooral verkocht als xtc in tabletvorm, waarbij het MDMA-gehalte tussen de 60 en 360 mg ligt. Daarnaast wordt MDMA in "pure" vorm verkocht in de vorm van zandkleurige kristallen en als poeder dat gesnoven kan worden. Meestal worden de losse of verpulverde kristallen oraal ingenomen. Het is ook mogelijk om het in een drankje op te lossen en te drinken. De vorm is afhankelijk van de grondstoffen en de bereiding. Dit kan bijvoorbeeld met behulp van PMK of Safrol zijn. MDMA wordt meestal verkocht in pilvorm en wordt dan ecstacy of xtc genoemd. In Nederland bevat 89% van de xtc-pillen alleen MDMA als werkzame stof, hoewel de doseringen sterk variëren.
De meeste gebruikers ervaren een prettig effect wanneer zij 1-1,5 mg MDMA per kilo lichaamsgewicht gebruiken, maar er zijn zelfs pillen met 366 mg MDMA gevonden.
In de jaren negentig kwamen ook wel tabletten op de markt die schadelijke stoffen bevatten, maar tegenwoordig bestaan de meeste tabletten, op slechts enkele maar zeer gevaarlijke uitzonderingen na, die bij de testservices worden getest enkel uit MDMA en bindmiddelen. De hoeveelheid werkzame stof varieert van 50 tot 200 milligram per tablet, met in Nederland uitschieters naar 360 mg. Een gebruikelijke prijs is tussen de 5 en 10 euro per tablet. In Nederland liggen de prijzen doorgaans (aanzienlijk) lager (men betaalt daar nu 3 tot 5 euro per pil) omdat de grondstoffen daar makkelijk te krijgen zijn en er op grote schaal professioneel wordt geproduceerd.
Wanneer MDMA wordt gecombineerd met lsd noemt men dit candy flipping. Hoewel die term bedacht is door de recreatieve gebruikers werd deze combinatie vooral veel toegepast door psychotherapeuten. Meestal wordt eerst de MDMA genomen en zo'n anderhalf tot twee uur later het psychedelicum. De MDMA zorgt hierbij voor een gemoedsgesteldheid waarmee men de psychedelische ervaring prettiger en effectiever kan beleven, waardoor ook meer psychotherapeutisch voordeel behaald kan worden.
Wanneer MDMA wordt gecombineerd met paddo's of psilocybine wordt dit hippie flipping genoemd. Ook stoffen als ketamine, 2C-B, 4-FA en GHB worden op vergelijkbare wijze met MDMA gecombineerd.

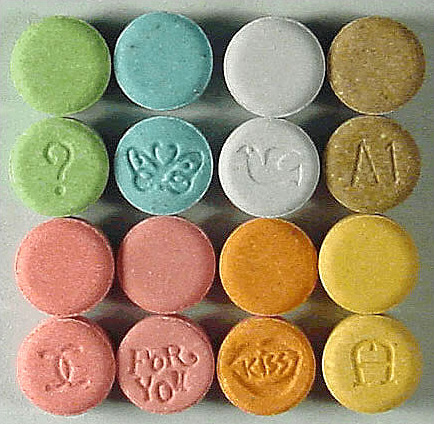
Verscheidene ecstasypillen

## Geschiedenis

Percentage van de bevolking (15-64 jaar) van Europese landen dat minimaal één keer xtc gebruikt heeft

Aan het eind van de 19e eeuw werd bij de firma Merck KGaA in Duitsland onderzoek gedaan naar bloedstollingbevorderende middelen. Een van de belangrijkste was hydrastinine. Omdat de plant waaruit hydrastinine werd geïsoleerd steeds zeldzamer werd, en de productiekosten steeds hoger werden, ging men op zoek naar alternatieven. Uit de jaarverslagen van het laboratorium van 1911 en 1912 blijkt dat men de stof 3-methylhydrastinine als vervanger voor hydrastinine wilde gebruiken. Men verwachtte dezelfde werkzaamheid. Bij het synthetiseren van deze stof is MDMA een van de tussenproducten. In 1912 kreeg Dr. Anton Koellisch de opdracht om een patent te laten opstellen voor het proces van het maken van 3-methylhydrastinine. Op 24 december 1912 verkreeg Merck het patent op deze procedure, en wordt MDMA voor het eerst in een officieel document genoemd. In dit stadium was men nog niet geïnteresseerd in MDMA zelf. Het was dr. Max Oberlin, ook van Merck, die in 1927 voor het eerst interesse toonde in de farmacologische eigenschappen van MDMA. Om economische redenen werd het onderzoek gestopt en lag vervolgens enige decennia stil. In de jaren vijftig testten, onder andere, het Amerikaanse en Duitse leger verschillende psychoactieve stoffen waaronder MDMA. Dr. Albert van Schoor beschreef in zijn labjournaal van 1952 hoe MDMA na 30 minuten 6 vliegen doodde. In 1959 deed dr. Fruhstorfer onderzoek naar psychostimulantia. Een van de stoffen waarmee hij werkte, H671, bleek MDMA te zijn. Het eerste wetenschappelijke artikel over MDMA verscheen in 1960. Het beschrijft onder andere de synthese ervan. Het is geschreven in het Pools en vrijwel onbekend. In 1978 beschreef Alexander Shulgin voor het eerst de psychotrope effecten van MDMA bij mensen.
In de jaren zeventig kwam het middel in zwang in de psychiatrie en psychotherapie, waar het gebruikt werd ter ondersteuning van de behandeling van depressieve en neurotische patiënten, en in relatietherapie. Begin jaren tachtig werd de stof ook populair onder jongeren die het voor recreatieve doeleinden gebruikten op acid- en raveparty's. De meeste landen brachten het middel daarom onder de narcoticawetgeving. Nederland plaatste als laatste Europese land MDMA in november 1988 op Lijst I van de Opiumwet. Het werd daarmee een harddrug en productie, handel en bezit werden criminele handelingen.
De toenemende populariteit, in combinatie met publicaties over vermeende neurotoxiciteit van een aan MDMA gerelateerde stof (MDA), leidden ertoe dat het therapeutische gebruik ervan werd afgeraden en zelfs verboden (in de Verenigde Staten). In Zwitserland werd MDMA tot 1995 nog als therapeutisch middel gebruikt door wetenschappers en psychiaters maar die rage is grotendeels voorbij. In landen als de VS wordt MDMA in uitzonderlijke gevallen gebruikt bij soldaten met oorlogstrauma's.
De laatste tijd vinden er steeds meer door de overheid goedgekeurde onderzoeken plaats, zelfs in de Verenigde Staten. Zo kregen op 23 februari en 8 maart 2008 twaalf terminale kankerpatiënten met onbehandelbare angst voor de dood door dr. John Halpern in psychotherapeutische doses MDMA toegediend. Dr. Halpern voert ook een vijf jaar durend onderzoek uit naar de neurocognitieve risico's van intensief MDMA-gebruik.
Eind de jaren 1980 begin de jaren 1990 ontwikkelde de Belg Danny Leclère, alias "Dokter XTC", een formule om loepzuivere XTC te maken die wereldwijd werd verdeeld. De formule wordt anno 2024 nog gebruikt voor deze pillen.

## Werking en bijwerkingen
De chemische structuur van MDMA lijkt zowel op die van mescaline als van methamfetamine. De stimulerende werking op het centrale zenuwstelsel en de psychedelische effecten worden veroorzaakt door de neurotransmitter serotonine en in mindere mate door dopamine. MDMA veroorzaakt een tijdelijk sterk verhoogde vrijgave van serotonine in de synaptische spleet en blokkeert de heropname. Serotonine versterkt de zintuiglijke waarneming, het geheugen, een positieve stemming, de slaap en seksuele verlangens. Daarnaast blokkeert MDMA de heropname van de neurotransmitters noradrenaline en (in mindere mate) dopamine. Noradrenaline zorgt voor alertheid. Dopamine creëert een gevoel van genot en geluk. Dit effect begint meestal binnen 30 minuten en na 1,5 uur komt men op het hoogste punt van het effect. Geleidelijk aan gaat het effect weg, dit duurt ongeveer 3 tot 6 uur. De serotoninevoorraden in de neuronen raken uitgeput en de concentratie in de synaptische spleet neemt af. Bovendien trekken receptoren voor signaalstoffen zich terug in de cel, waardoor ze minder gevoelig worden.
De effecten van MDMA zijn onder meer een gevoel van euforie, vergezeld van een ontspannen gevoel, empathie en energie. Het seksuele verlangen neemt toe. Daarentegen is een erectie krijgen of klaarkomen erg moeilijk. Het verlangen kan zich uiten in een sterk verliefd gevoel en een sterke emotionele binding met andere gebruikers. Soms komen ook impulsieve en paranoïde reacties voor.
De eetlust en de slaapbehoefte worden onderdrukt, terwijl het gevoel van dorst toeneemt, zelfs wanneer het lichaam geen watertekort heeft. Dit kan leiden tot consumptie van te grote hoeveelheden water, hetgeen leidt tot verlaagde natriumconcentraties in het bloed (hyponatriëmie) en uiteindelijk hersenoedeem en zelfs de dood. Tevens gaat de lichaamstemperatuur omhoog; afhankelijk van verschillende omstandigheden zoals buitentemperatuur en de mate van activiteit van de gebruiker gaat het dan om een paar tienden tot één of twee graden Celsius.
Na MDMA-gebruik is de serotoninevoorraad in de hersenen behoorlijk geslonken, omdat serotonine niet snel aangemaakt wordt. Problemen met de concentratie en het geheugen zijn mogelijk in de week na MDMA-gebruik. Ernstiger psychische problemen zoals depressie, paniekaanvallen, flashbacks en waanvoorstellingen kunnen ook optreden, zelfs na eenmalig MDMA-gebruik. Dit verschijnsel wordt ook wel de "dinsdagdip" genoemd. Gebruikers kunnen zich dan zwak en lusteloos voelen. Naarmate de dosering MDMA hoger was, is dit effect sterker. Na een zekere dosis wordt dit effect echter niet meer groter, omdat de hersenen dan geen serotonine meer kunnen vrijgeven, omdat de voorraad op is. De gebruiker merkt op dat moment dat de pillen hem niet meer euforisch maar enkel nog energiek maken, omdat ze alleen nog voor een afgifte van dopamine zorgen. Dit effect wordt na verloop van tijd echter ook minder.
Overdosering met MDMA kan (in relatief zeldzame gevallen) dodelijk zijn. Stijging van de lichaamstemperatuur als een direct gevolg van MDMA en serotoninestimulatie (soms verschijnselen die overlappen met het serotoninesyndroom), gefaciliteerd door een warme omgeving en langdurige fysieke activiteit (zoals dansen) kan hyperthermie en dehydratie (uitdroging) veroorzaken, gevolgd door het uitvallen van verschillende organen: rabdomyolyse, acuut nierfalen, diffuse intravasale stolling, schade aan lever en hersenen en epileptische insulten. Deze stijging van lichaamstemperatuur is groter wanneer MDMA gecombineerd wordt met cannabis. Om het risico op oververhitting te verminderen is het aan te raden voldoende isotone dranken te drinken. Geen water, met het oog op een hyponatriemie. Bovendien verdient het aanbeveling regelmatig een hete dansvloer te verlaten en te pauzeren in een koelere omgeving. Combinatie met fluoxetine, ritonavir of cannabis wordt afgeraden.
Welke dosis MDMA dodelijk, of omgekeerd welke dosis veilig is, valt niet goed te voorspellen, omdat met MDMA officiële toxiciteit studies nooit zijn uitgevoerd, en gegevens over de giftigheid bij dieren niet goed te vertalen zijn naar de situatie bij de mens. Op basis van onderzoek bij ratten wordt verondersteld dat inname van 2-3 tabletten (tegelijk) al tot schadelijke gevolgen voor de hersenen leidt. Ook in lagere doseringen kan MDMA bij de mens een erg hoge hartslag veroorzaken, uitdroging en hoge lichaamstemperatuur, wat allemaal in potentie levensbedreigende bijwerkingen kunnen zijn.
De langetermijnconsequenties van het chronisch gebruik van MDMA betreffen met name verstoringen van het kortetermijngeheugen, ook bij matige gebruikers.

### Lijst effecten en bijwerkingen
Effecten
- Tintelingen
- Ontspannend en zweverig gevoel
- Emotionele openheid
- Toegenomen empathie, meer contact met personen[20]
- Energiek
- Aantrekking tot andere (onbekende) mensen
- Intensere waarneming
- Men kan minder goed bewegingen coördineren
- Speekselaanmaak verdwijnt, erg droge mond
- Bloeddruk en lichaamstemperatuur stijgen, hartslag verhoogt

Bijwerkingen
- Trillende ogen
- Overmatig zweten
- Vermoeidheid en slapeloosheid
- Krampen, misselijkheid en braakneigingen
- Moeite met plassen
- Droge keel en mond
- Kaken stevig dichthouden met als gevolg pijn aan tanden en kaken, kapotte wangen
- Hartkloppingen
- Stijging bloeddruk en lichaamstemperatuur
- Hoofdpijn
- Duizeligheid
- Bibberen
- Gevoel van benauwdheid, leegte of depressiviteit en prikkelbaarheid
- Angst
- Hallucinaties
- Breinschokken[21]

## Recreatief gebruik
In 2016 heeft ongeveer 7,5 % van de bevolking ooit ecstasy gebruikt, afgelopen jaar ongeveer 2,9% (400.000 mensen), afgelopen maand ongeveer 1% (170.000 mensen). Ecstasy is de meest gebruikte partydrug op festivals in Nederland. Ongeveer 22% van de Nederlandse uitgaanders had afgelopen maand ecstasy gebruikt, 46% afgelopen jaar en 55% ooit.
In 2016 waren ongeveer 100 mensen in behandeling voor verslaving waarvan ongeveer de helft nieuwkomers.

## Productie
De grondstoffen voor MDMA en verwanten kunnen worden geëxtraheerd uit planten zoals sassafras en nootmuskaatolie. Nederland is een van de belangrijkste productielanden voor xtc. Nederland was zelfs de grootste xtc-producent in de wereld, maar Canada heeft die positie overgenomen. Wegens de verhoogde controle wordt er tegenwoordig intensief internationaal samengewerkt met veel landen in en buiten de EU. In de EU blijft in 2023 Nederland verreweg de grootste producent.

## Juridische status
MDMA staat op lijst 1 van de Opiumwet en wordt zodoende gedefinieerd als harddrug. Het produceren van en handelen in harddrugs is in Nederland en België strafbaar. In Canada wordt MDMA legaal door medici gebruikt. In Vancouver werd het middel bij medisch onderzoek toegelaten.